# إدارة القيمة المكتسبة

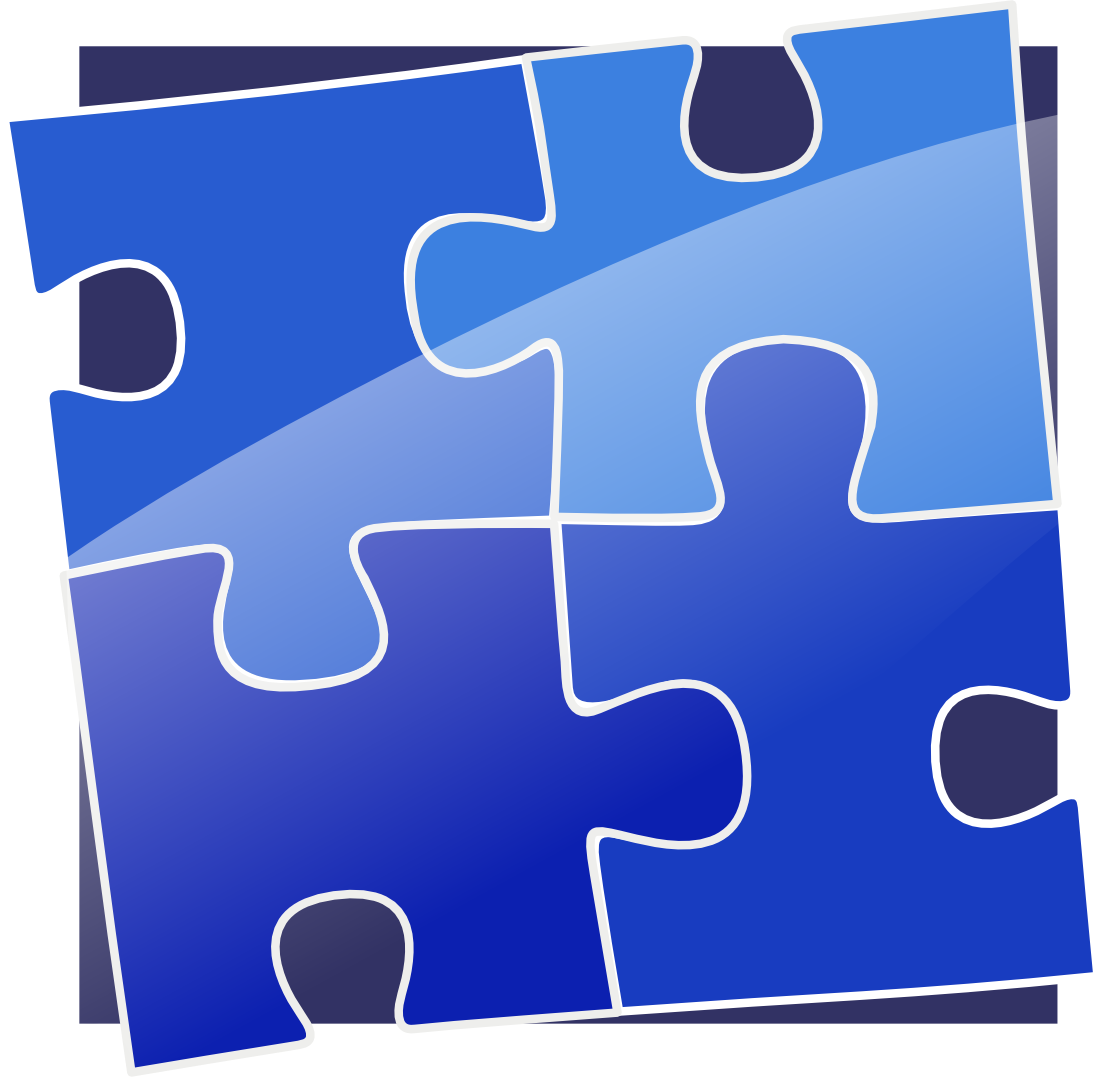

إدارة القيمة المكتسبة (إي في إم)، أو إدارة مشروع القيمة المكتسبة، أو إدارة أداء القيمة المكتسبة (إي في بي إم) هي تقنية لإدارة المشاريع لقياس أداء المشروع وتقدّمه بطريقة موضوعية.

## لمحة عامة
إدارة القيمة المكتسبة هي تقنية من تقنيات إدارة المشاريع لقياس أداء المشروع وتقدمه. تمتلك القدرة على الجمع بين مقاييس مثلث إدارة المشاريع: نطاق العمل أو المجال والوقت والتكاليف.
في نظام متكامل واحد، تكون إدارة القيمة المكتسبة قادرة على تقديم تنبؤات دقيقة لمشاكل أداء المشروع، وتلك مساهمة مهمة لإدارة المشروع.
أظهر بحث باكر عن إدارة القيمة المكتسبة أن مجالات التخطيط والتحكم تتأثر بشكل كبير باستخدامه، وبالمثل، فإن استخدام المنهجية يحسّن تحديد النطاق وكذلك تحليل الأداء الكلي للمشروع. أظهرت الدراسات البحثية الأحدث أن مبادئ إدارة القيمة المكتسبة هي متنبئات إيجابية لنجاح المشروع. نمت شعبية إدارة القيمة المكتسبة في السنوات الأخيرة إلى ما هو أبعد من التعاقد الحكومي، وهو قطاع تستمر أهميته في الارتفاع (على سبيل المثال قواعد دي إف آي آر إس الجديدة الأخيرة)، ويرجع ذلك جزئيًا إلى أن إدارة القيمة المكتسبة يمكنها أيضًا أن تبرز في المنازعات المتعلقة العقود وتساعد في إثبات صحتها.
تتضمن الميزات الأساسية لأي تنفيذ لإدارة القيمة المكتسبة:
1. خطة المشروع التي تحدد العمل المطلوب إنجازه.
2. تقييم العمل المخطط، ويسمى القيمة المخططة (PV) أو تكلفة العمل المجدول المدرجة في الميزانية (BCWS).
3. «قواعد الكسب» المحددة مسبقًا (وتسمى أيضًا المقاييس) لقياس إنجاز العمل، وتسمى القيمة المكتسبة (EV) أو تكلفة العمل المنجز المدرجة في الميزانية (BCWP).

تتضمن تطبيقات أسلوب إدارة القيمة المكتسبة للمشاريع الكبيرة أو المعقدة العديد من الميزات، مثل مؤشرات وتوقعات أداء التكلفة (أكثر من الميزانية أو أقل من الميزانية) وأداء الجدول (متأخر عن الجدول الزمني أو سابق للجدول الزمني). ومع ذلك، فإن الشرط الأساسي لنظام إدارة القيمة المكتسبة هو قياس مدى التقدم باستخدام القيمة المخططة والقيمة المكتسبة.

### مثال تطبيقي
حصل المشروع «أ» على موافقة مدة عام واحد بميزانية X. ومن المخطط أيضًا أن ينفق المشروع 50% من الميزانية الموافق عليها ويُتوقع أن يكتمل 50% من العمل في الأشهر الستة الأولى. الآن، بعد ستة أشهر من بدء المشروع، إذا قدم مدير المشروع تقريرًا أنه قد أنفق 50% من الميزانية، يمكن للمرء أن يفكر في البداية، أن المشروع في وضع مثالي. إلا أنه، في الواقع المعلومات المقدمة ليست كافية للتوصل إلى مثل هذا الاستنتاج. يمكن للمشروع أن ينفق 50% من الميزانية، ويكون قد أنهى فقط 25% من العمل، ما يعني أن المشروع لا يعمل بشكل جيد، أو يمكن للمشروع أن ينفق 50% من الميزانية، بينما يُنهي 75% من العمل، ما يعني أن المشروع يعمل بشكل أفضل من المخطط له. يهدف نظام إدارة القيمة المكتسبة لمعالجة مثل هذه القضايا والمماثلة لها.

## لمحة تاريخية
ظهر أسلوب إدارة القيمة المكتسبة بصفته تخصصًا في التحليل المالي في برامج حكومة الولايات المتحدة في ستينيات القرن العشرين، ولكنه أصبح منذ ذلك الحين فرعًا مهمًا لإدارة المشاريع وهندسة التكاليف. يشير بحث إدارة المشاريع العلمي الذي يبحث في مساهمة إدارة القيمة المكتسبة في نجاح المشروع إلى وجود علاقة إيجابية قوية نسبيًا. يمكن توسيع نطاق تطبيقات إدارة القيمة المكتسبة لتناسب المشاريع من جميع الأحجام والتعقيدات.
نشأ نظام إدارة القيمة المكتسبة في التصنيع الصناعي في مطلع القرن العشرين، استنادًا إلى حد كبير على مبدأ «الوقت المكتسب» الذي روّج له فرانك وليليان جيلبريث، لكن الفكرة تأصلت في وزارة الدفاع الأمريكية في ستينيات القرن العشرين. كان يُطلق على المفهوم الأصلي PERT/COST، لكن اعتبره المقاولون الذين كُلّفوا باستخدامه عبئًا مفرطًا (غير قابل للتكيف كثيرًا)، وبدأت العديد من الاختلافات الخاصة به في الانتشار بين برامج المشتريات المختلفة. في عام 1967، وضعت وزارة دفاع الولايات المتحدة نهجًا قائمًا على المعايير، مُستخدمةً مجموعة من 35 معيارًا، تسمى معايير نظم التحكم في التكلفة/الجدول (C/SCSC). في سبعينيات القرن العشرين وأوائل ثمانينياته، تنامت ثقافة فرعية لتحليل C/SCSC، ولكن كثيرًا ما تم تجاهل هذه التقنية أو حتى مقاومتها بنشاط من قبل مديري المشاريع في كل من الحكومة والصناعة. غالبًا ما يُعتبر C/SCSC أداة للرقابة المالية يمكن تفويضها إلى اختصتصيين تحليليين.
في عام 1979، قُدّم نظام إدارة القيمة المكتسبة إلى الهندسة المعمارية والصناعة الهندسية في مقال «مجلة الأشغال العامة» بقلم ديفيد بورستين، مدير مشاريع لدى شركة هندسية وطنية. دُرّست هذه التقنية منذ ذلك الحين ضمن برنامج التدريب على إدارة المشاريع الذي تقدمه شركة بي إس إم جي ريسورسز، وهي شركة تدريب واستشارات دولية متخصصة في الصناعة الهندسية والمعمارية.
في أواخر ثمانينيات القرن العشرين وأوائل التسعينيات، برزت إدارة القيمة المكتسبة بصفتها منهجية لإدارة المشاريع ليفهمها المدراء والمدراء التنفيذيون ويستخدموها، لا اختصاصيو إدارة القيمة المكتسبة فحسب. في عام 1989، رُفعت قيادة إدارة القيمة المكتسبة إلى وكيل وزارة الدفاع لشؤون الحيازة، ما جعل إدارة القيمة المكتسبة عنصرًا في إدارة البرامج والمشتريات. في عام 1991، ألغى وزير الدفاع ديك تشيني برنامج البحرية إيه -12 آفينجر الثانية بسبب مشاكل الأداء التي كشفتها إدارة القيمة المكتسبة. أظهر هذا بشكل قاطع أن إدارة القيمة المكتسبة كانت مهمة بالنسبة للقيادة على مستوى الوكيل. في تسعينيات القرن العشرين، أُلغيت العديد من أنظمة الحكومة الأمريكية أو بُسّطت. مع ذلك، لم تنجُ إدارة القيمة المكتسبة من حركة إصلاح الحيازة فحسب، بل ارتبطت بقوة بحركة إصلاح الحيازة نفسها. أبرز ما في الأمر، أن من 1995 إلى 1998، نُقلت ملكية معايير إدارة القيمة المكتسبة (التي قُلّصت إلى 32) إلى الصناعة من خلال اعتماد معيار ANSI EIA 748-A.
امتد استخدام إدارة القيمة المكتسبة إلى نطاق أوسع من وزارة الدفاع الأمريكية. اعتُمدت من قبل الإدارة الوطنية للملاحة الجوية والفضاء ووزارة الطاقة الأمريكية وغيرها من الوكالات ذات الصلة بالتكنولوجيا. بدأت أيضًا العديد من الدول الصناعية في الاستفادة من إدارة القيمة المكتسبة في برامج المشتريات الخاصة بها.
ضُمّنت لمحة عامة عن إدارة القيمة المكتسبة في دليل PMBOK الأول لمعهد إدارة المشاريع في عام 1987 وتوسّعت في الإصدارات اللاحقة. في الإصدار الأحدث من دليل PMBOK، تُصنّف إدارة القيمة المكتسبة بين الأدوات والتقنيات العامة للعمليات الخاصة بالتحكم في تكاليف المشروع.
كانت صناعة البناء من أوائل المتبنين التجاريين لإدارة القيمة المكتسبة. تسارع التكامل الأوثق بين إدارة القيمة المكتسبة وممارسة إدارة المشاريع في تسعينيات القرن العشرين. في عام 1999، اندمجت جمعية إدارة الأداء مع معهد إدارة المشاريع (PMI) فأصبحت أول كلية تابعة لمعهد إدارة المشاريع، كلية إدارة الأداء. بدأ مكتب الإدارة والميزانية في الولايات المتحدة بتفويض استخدام إدارة القيمة المكتسبة في جميع الوكالات الحكومية، وللمرة الأولى لبعض المشاريع المدارة داخليًا (لا للمقاولين فقط). حظيت إدارة القيمة المكتسبة أيضًا باهتمام أكبر من الشركات المتداولة عمومًا استجابةً لقانون ساربينز أوكسلي لعام 2002.
يُصنّف معيار إدارة القيمة المكتسبة في أستراليا على أنه من معايير AS 4817-2003 وAS  4817-2006.